# Heterodera
Genre
Heterodera est un genre de nématodes (les nématodes sont un embranchement de vers non segmentés, recouverts d'une épaisse cuticule et menant une vie libre ou parasitaire).

## Liste des espèces
(vraisemblablement incomplète)
- Heterodera avenae — nématode de l'avoine, nématode des racines de céréales
- Heterodera cacti
- Heterodera carotae (Jones) — nématode de la carotte
- Heterodora cruciferae (Franklin) — nématode des crucifères
- Heterodera glycines — nématode du soja
- Heterodera goettingiana (Liebscher) — nématode du pois
- Heterodera rostochiensis — nématode à kystes de la pomme de terre, nématode doré
- Heterodera schachtii — nématode de la betterave
- Heterodera tabacum
- Heterodera oryzae — nématode à kystes du riz
- Heterodera sacchari — nématode à kystes du riz et de la canne à sucre